# Zangeki no Reginleiv
Zangeki no Reginleiv  (斬撃のREGINLEIV, Zangeki no Reginleiv), conocido anteriormente en Japón como Dynamic Slash o Dynamic Zan, es un videojuego de acción diseñado por la compañía japonesa Sandlot y publicado por Nintendo para la videoconsola Wii. Fue revelado en la conferencia de Nintendo el 2 de octubre de 2008. Fue lanzado el 11 de febrero de 2010 en Japón. Su caja es de color negro y es el tercer juego en usar una caja de otro color que no sea blanco, los primeros dos fueron New Super Mario Bros. Wii y Metroid Prime Trilogy con cajas roja y metálico respectivamente. Hasta la fecha, no se ha confirmado su lanzamiento fuera de Japón.

## Argumento
La historia es una adaptación de la historia Ragnarok de la mitología Nórdica . El jugador controla a uno de los 2 hermanos angelicales, Frey y Freyja, quiénes sirvieron a los dioses nórdicos peleando contra las razas de los gigantes que habían emergido, liderando el renacimiento eventual del mundo. El juego toma considerable licencia artística con la fuente del material, reflejando eventos y personajes del mito original.

## Personajes

### Personajes controlables
- Frey (フレイ, Furei)

El protagonista principal y el hermano de Freia. Frey es un dios nórdico con apariencia de un joven humano. Es hábil con la espada y las artes marciales gracias a la tutela del dios Týr. Cuando supo que el ejército Kyoshin -el grupo antagonista del juego- había invadido el reino humano de Midgard, discutió con el dios Odín para que les permitiera a él y a su hermana unirse a los humanos en el combate. Su voz fue hecha por Daisuke Namikawa.
- Freyja (フレイヤ, Fureiya)

La protagonista principal y la hermana de Frey. Al igual que su hermano, tiene apariencia de una joven humana y es hábil con el manejo de armas mágicas. Comparada a Frey, la mentalidad abierta de Freia le da una presencia más simpática ante la corte de los dioses de Asgard. Su voz fue hecha por Aya Endō.

### Dioses
- Odín　(オーディン, Ōdin)
- Brynhildr (ブリュンヒルデ, Buryunhirude)
- Idunn (Iðunn, イズン, Idzun)
- Thor (Þórr, トール Tōru)
- Týr　(テュール, Tyūru)
- Frigg (フリッグ, Furiggu)
- Heimdal (ヘイムダル, Heimudaru)
- Loki (ロキ, Roki)

### Humanos
- Sigmund (シグムンド, Shigumundo)
- Helgi (ヘルギ, Herugi)
- Regin (レギン, Regin)
- Völundr (ヴェルンド, Verundo)
- Ran (ラーン, Rān)
- Günther (グンター, Guntā)
- Hagen (ハーゲン, Hāgen)
- Awilda (アルヴィルダ, Aruviruda)

## Funciones
El juego soporta cuatro jugadores vía Conexión Wi-Fi de Nintendo. Los jugadores controlan las acciones del personaje por medio del Wii MotionPlus o a través del Wii Classic Controller. Incluye la opción de personalizar armas y más de 300 armas para usar. El jugador tiene la habilidad de apuntar a la cabeza del enemigo o a sus extremidades para cortárselas, con efectos de sangre.

## Recepción
Debido a que el juego sólo ha sido lanzado en Japón, no ha tenido un alto nivel de ventas. La revista japonesa Famitsu calificó el juego con 28/40 con puntuaciones de 8/7/7/6.
NTSC del Reino Unido se impresionaron del número de enemigos que aparecen en pantalla pero criticaron la fluidez de los movimientos, aun así dijeron que Zangeki no Reginleiv cumple lo que promete.
En América, PixlBit le dio una puntuación de 4/5 estrellas diciendo el excelente uso del Wii MotionPlus y el modo en línea cooperativo. Siliconera dijo que "es divertido y aburrido a la vez...la gente va a amarlo y odiarlo".